# 水平線の彼方に見えるもの 〜海のメロディ〜
「水平線の彼方に見えるもの 〜海のメロディ〜」（すいへいせんのかなたにみえるもの 〜うみのメロディ〜）は、皆谷尚美の2枚目のシングル。2000年8月2日にビクターエンタテインメントよりリリース。

## 解説
皆谷尚美のセカンドシングル。前作「遠いこの街で/セピアの日」より1年振りのリリースである。すべての楽曲の作詞は岡部真理子、編曲は鳥山雄司が制作している。

## 収録曲
1. 水平線の彼方に見えるもの 
作詞：岡部真理子/作曲：皆谷尚美/編曲：鳥山雄司
2. 海へ
作詞：岡部真理子/作曲：皆谷尚美/編曲：鳥山雄司
3. Sea Breeze Melting into the Sky(INTERLUDE)
作曲：皆谷尚美
4. Lovely
作詞：岡部真理子/作曲：皆谷尚美/編曲：鳥山雄司